# Casa a Aiguablava
La Casa a Aiguablava és una obra de Begur (Baix Empordà) inclosa a l'Inventari del Patrimoni Arquitectònic de Catalunya.

## Descripció
Edifici longitudinal de planta rectangular, de pb i pis guanyant el desnivell entre les dues façanes. Només cal recalcar la façana a platja i que dona a un petit espai arbrat al que s'accedeix mitjançant una escalinata, senzilla, però monumental. La façana segueix una composició asimètrica d'obertures de dintell planer i de diferents mides. L'entrada és d'arc rebaixat i està flanquejada per dues obertures a cada costat. A planta pis hi ha un balcó continuo de forja i que uneix les tres obertures centrals . per la part dreta, se li van afegir dependencies de crugia mes estreta i trencant la composició. Per la banda esquerra, hi ha una escala que puja a la part posterior, la façana posterior té una porta d'accés i sense cap composició. El teulat és a dos aigües i carener paral·lel a façana.